# Dodoma
Dodoma Tanzánia fővárosa. Tanganyika államban található. 2012-ben az ország negyedik legnépesebb települése. 1973-tól, egy népszavazás után voltak tervek a kormányzati hivatalok Dodomába mozgatására. Ez végül 1996-ban valósult meg. Sok kormányzati hivatal azonban a régi fővárosban, Dar es-Salaamban maradt.

## Földrajz

### Éghajlat
Dodoma félszáraz (semi-arid) éghajlattal rendelkezik, melyet a szinte állandóan magas hőmérséklet jellemez. A csapadék mértéke évi 570 mm, melynek nagy része november és április között hullik.

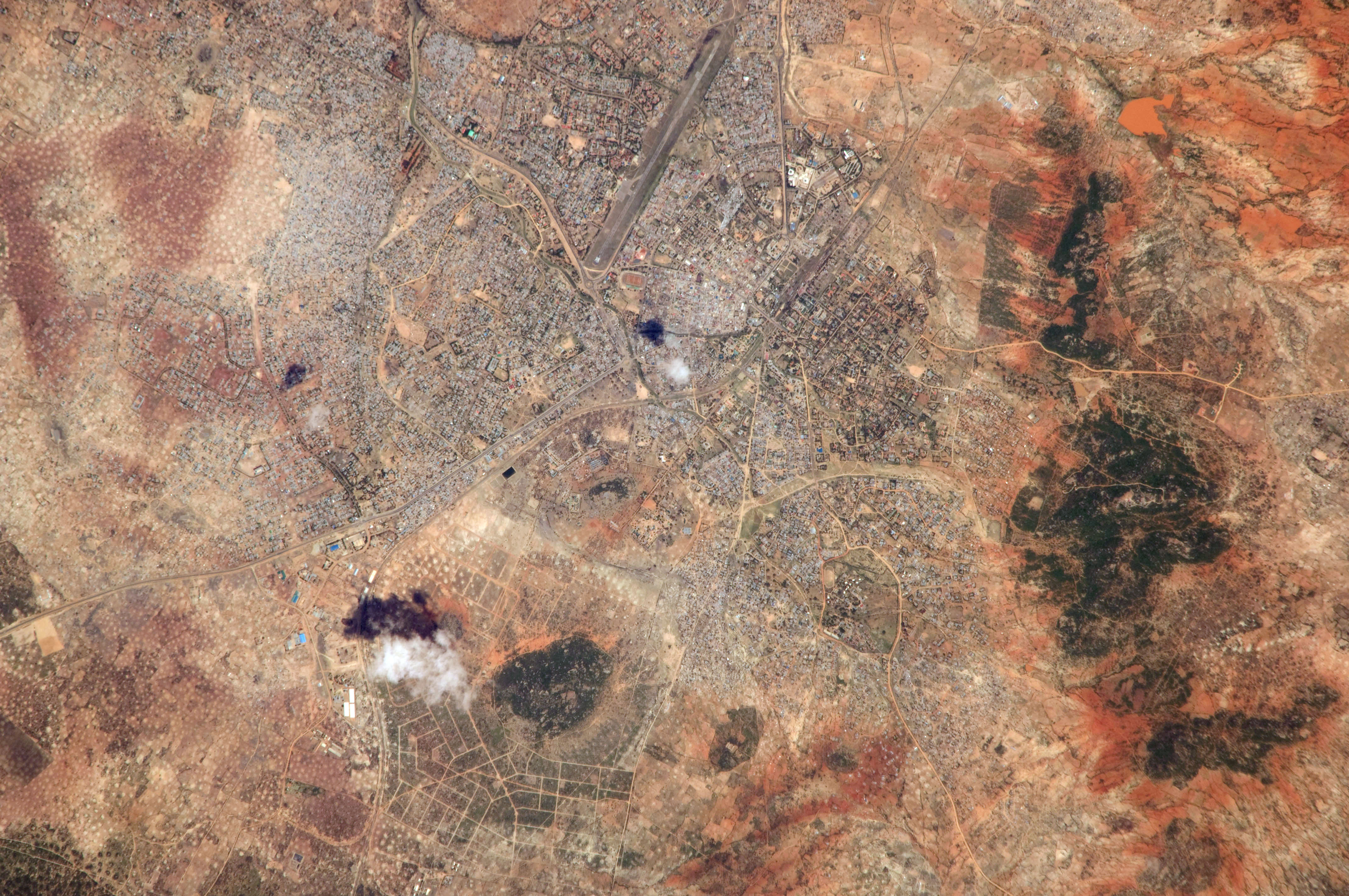
Dodoma műholdképen

| Hónap                         | Jan. | Feb. | Már. | Ápr. | Máj. | Jún. | Júl. | Aug. | Szep. | Okt. | Nov. | Dec. | Év   |
| ----------------------------- | ---- | ---- | ---- | ---- | ---- | ---- | ---- | ---- | ----- | ---- | ---- | ---- | ---- |
| Rekord max. hőmérséklet (°C)  | 35,0 | 36,0 | 34,0 | 33,0 | 33,0 | 32,0 | 31,0 | 34,0 | 33,0  | 36,0 | 36,0 | 36,0 | 36,0 |
| Átlagos max. hőmérséklet (°C) | 29,0 | 29,0 | 28,0 | 28,0 | 28,0 | 27,0 | 26,0 | 27,0 | 29,0  | 31,0 | 31,0 | 31,0 | 28,7 |
| Átlagos min. hőmérséklet (°C) | 18,0 | 18,0 | 18,0 | 18,0 | 16,0 | 14,0 | 13,0 | 14,0 | 15,0  | 17,0 | 18,0 | 18,0 | 16,4 |
| Rekord min. hőmérséklet (°C)  | 16,0 | 13,0 | 15,0 | 15,0 | 11,0 | 9,0  | 8,0  | 9,0  | 11,0  | 13,0 | 14,0 | 14,0 | 8,0  |
| Átl. csapadékmennyiség (mm)   | 152  | 109  | 137  | 48   | 5    | 0    | 0    | 0    | 0     | 5    | 23   | 91   | 570  |
| Forrás: BBC Weather           |      |      |      |      |      |      |      |      |       |      |      |      |      |

## Történelme
Dodomát a németek alapították vasúti központként. Miután a britek átvették a hatalmat Tanzánia fölött, Dodoma helyi adminisztrációs központ lett. 1973-ban egy népszavazás után eldőlt, hogy Dodoma lesz Tanzánia fővárosa (a központi fekvése miatt).

## Demográfia
A város teljes népessége 2012-ben 411 000 fő melyből kb. (48,5%) férfi, (51,5%) nő. A háztartásokban átlagosan 4 ember él. A római katolikus egyház szerint a lakosság 19,2%-a római katolikus.

## Közlekedés
A várost minden irányban főútvonalak szelik át. Keletre egy út a korábbi fővárossal, Dar es-Salaammal, nyugatra Kigomával, északra Arushával. A városon átmegy egy vasútvonal is. Rendelkezik egy repülőtérrel is, bár az nem nagy méretű.